# Premiership Rugby (2018/2019)
Premiership Rugby 2018/2019 – trzydziesta druga edycja Premiership Rugby, najwyższego poziomu rozgrywek w rugby union w Anglii. Organizowane przez Rugby Football Union zawody odbyły się w dniach 31 sierpnia 2018 – 1 czerwca 2019 roku, a tytułu bronił zespół Saracens.
Rozgrywki toczyły się w pierwszej fazie systemem ligowym w okresie jesień-wiosna, a czołowa czwórka awansowała do półfinałów. Tytuł mistrzowski zdobył zespół Saracens. Najwięcej punktów w sezonie zdobył George Ford, zaś Cobus Reinach i Denny Solomona zdobyli po dwanaście przyłożeń będących najlepszym wynikiem tej edycji.

## Faza grupowa
| 31 sierpnia 201819:45 | Bristol Bears                           | 17:10(6:0) | Bath                                     | Ashton Gate, Bristol Widzów: 26079 Sędzia: JP Doyle |
| 31 sierpnia 201819:45 | Alapati Leiua 5 (P) Ian Madigan 12 (4K) | 17:10(6:0) | Rhys Priestland 5 (pd K) Tom Homer 5 (P) | Ashton Gate, Bristol Widzów: 26079 Sędzia: JP Doyle |
| 31 sierpnia 201819:45 | Tusi Pisi                               | 17:10(6:0) |                                          | Ashton Gate, Bristol Widzów: 26079 Sędzia: JP Doyle |

| 1 września 201814:00 | Gloucester                                                             | 27:16(21:11) | Northampton Saints                                         | Kingsholm Stadium, Gloucester Widzów: 13781 Sędzia: Matt Carley |
| 1 września 201814:00 | Billy Twelvetrees 17 (pd 5K) Charlie Sharples 5 (P) James Hanson 5 (P) | 27:16(21:11) | Courtney Lawes 5 (P) Dan Biggar 6 (2K) Piers Francis 5 (P) | Kingsholm Stadium, Gloucester Widzów: 13781 Sędzia: Matt Carley |
| 1 września 201814:00 | Ed Slater · Tom Hudson                                                 | 27:16(21:11) |                                                            | Kingsholm Stadium, Gloucester Widzów: 13781 Sędzia: Matt Carley |

| 1 września 201815:00 | Harlequins                                                                                             | 51:23(24:20) | Sale Sharks                                   | Twickenham Stoop, Londyn Widzów: 11463 Sędzia: Craig Maxwell-Keys |
| 1 września 201815:00 | Ben Tapuai 10 (2P) Joe Marchant 5 (P) Marcus Smith 26 (P 6pd 3K) Max Crumpton 5 (P) Nathan Earle 5 (P) | 51:23(24:20) | AJ MacGinty 18 (P 2pd 3K) Marland Yarde 5 (P) | Twickenham Stoop, Londyn Widzów: 11463 Sędzia: Craig Maxwell-Keys |

| 1 września 201815:00 | Worcester Warriors                                       | 20:21(13:6) | London Wasps                                                    | Sixways Stadium, Worcester Widzów: 7796 Sędzia: Karl Dickson |
| 1 września 201815:00 | Duncan Weir 10 (2pd 2K) Ryan Mills 5 (P) Sam Lewis 5 (P) | 20:21(13:6) | Billy Searle 11 (pd 3K) Joe Launchbury 5 (P) Tommy Taylor 5 (P) | Sixways Stadium, Worcester Widzów: 7796 Sędzia: Karl Dickson |
| 1 września 201815:00 | Alafoti Faʻosiliva                                       | 20:21(13:6) |                                                                 | Sixways Stadium, Worcester Widzów: 7796 Sędzia: Karl Dickson |

| 1 września 201816:30 | Exeter | 40:6(14:6) | Leicester Tigers   | Sandy Park, Exeter Widzów: 10452 Sędzia: Wayne Barnes |
| 1 września 201816:30 | Gareth Steenson 10 (5pd) Henry Slade 5 (P) Ian Whitten 5 (P) Luke Cowan-Dickie 5 (P) Matt Kvesic 5 (P) Olly Woodburn 5 (P) Sam Simmonds 5 (P) | 40:6(14:6) | George Ford 6 (2K) | Sandy Park, Exeter Widzów: 10452 Sędzia: Wayne Barnes |

| 2 września 201815:00 | Newcastle Falcons                         | 21:32(9:17) | Saracens                                                                               | Kingston Park, Newcastle upon Tyne Widzów: 7015 Sędzia: Ian Tempest |
| 2 września 201815:00 | Mark Wilson 10 (2P) Toby Flood 11 (pd 3K) | 21:32(9:17) | Alex Lewington 10 (2P) Jamie George 5 (P) Nick Tompkins 5 (P) Owen Farrell 12 (3pd 2K) | Kingston Park, Newcastle upon Tyne Widzów: 7015 Sędzia: Ian Tempest |
| 2 września 201815:00 | Alex Goode · Nick Tompkins                | 21:32(9:17) |                                                                                        | Kingston Park, Newcastle upon Tyne Widzów: 7015 Sędzia: Ian Tempest |

| 7 września 201819:45 | Northampton Saints                                              | 25:18(9:3) | Harlequins                                               | Franklin’s Gardens, Northampton Widzów: 11865 Sędzia: Tom Foley |
| 7 września 201819:45 | Dan Biggar 17 (pd 5K) Dylan Hartley 5 (P) Harry Mallinder 3 (K) | 25:18(9:3) | Danny Care 5 (P) James Lang 5 (P) Marcus Smith 8 (pd 2K) | Franklin’s Gardens, Northampton Widzów: 11865 Sędzia: Tom Foley |

| 8 września 201814:00 | London Wasps | 31:42(24:21) | Exeter | Ricoh Arena, Coventry Widzów: 13104 Sędzia: Christophe Ridley |
| 8 września 201814:00 | Billy Searle 9 (3pd K) Dan Robson 5 (P) Elliot Daly 5 (P) Josh Bassett 5 (P) Lima Sopoaga 2 (pd) Nathan Hughes 5 (P) | 31:42(24:21) | Don Armand 5 (P) Gareth Steenson 12 (6pd) Henry Slade 10 (2P) Sam Simmonds 10 (2P) Santiago Cordero 5 (P) | Ricoh Arena, Coventry Widzów: 13104 Sędzia: Christophe Ridley |

| 8 września 201815:00 | Leicester Tigers                                                                     | 49:33(40:19) | Newcastle Falcons                                                                                      | Welford Road, Leicester Widzów: 20045 Sędzia: Matt Carley |
| 8 września 201815:00 | Adam Thompstone 5 (P) George Ford 29 (P 3pd 6K) Jonny May 10 (2P) Manu Tuilagi 5 (P) | 49:33(40:19) | Mark Wilson 5 (P) Sami Mavinga 5 (P) Sonatane Takulua 5 (P) Toby Flood 8 (4pd) Vereniki Goneva 10 (2P) | Welford Road, Leicester Widzów: 20045 Sędzia: Matt Carley |
| 8 września 201815:00 | Telusa Veainu                                                                        | 49:33(40:19) | | Welford Road, Leicester Widzów: 20045 Sędzia: Matt Carley |

| 8 września 201815:00 | Saracens | 44:23(13:18) | Bristol Bears                                                    | Allianz Park, Londyn Widzów: 8736 Sędzia: Andrew Jackson |
| 8 września 201815:00 | Alex Lewington 5 (P) Billy Vunipola 5 (P) Liam Williams 15 (3P) Matt Gallagher 5 (P) Owen Farrell 14 (4pd 2K) | 44:23(13:18) | Alapati Leiua 10 (2P) Callum Sheedy 8 (pd 2K) Nick Haining 5 (P) | Allianz Park, Londyn Widzów: 8736 Sędzia: Andrew Jackson |
| 8 września 201815:00 | George Smith                                                                                                  | 44:23(13:18) |                                                                  | Allianz Park, Londyn Widzów: 8736 Sędzia: Andrew Jackson |

| 8 września 201816:30 | Bath | 31:31(7:21) | Gloucester                                                                                 | The Recreation Ground, Bath Widzów: 14278 Sędzia: Luke Pearce |
| 8 września 201816:30 | Elliott Stooke 5 (P) Freddie Burns 4 (2pd) Rhys Priestland 7 (2pd K) Semesa Rokoduguni 5 (P) Tom Dunn 10 (2P) | 31:31(7:21) | Billy Twelvetrees 11 (4pd K) Callum Braley 5 (P) Matt Banahan 5 (P) Ruan Ackermann 10 (2P) | The Recreation Ground, Bath Widzów: 14278 Sędzia: Luke Pearce |

| 9 września 201815:00 | Sale Sharks                                                     | 21:15(18:0) | Worcester Warriors                                        | AJ Bell Stadium, Manchester Widzów: 7145 Sędzia: JP Doyle |
| 9 września 201815:00 | AJ MacGinty 11 (pd 3K) Denny Solomona 5 (P) Josh Beaumont 5 (P) | 21:15(18:0) | Bryce Heem 5 (P) Chris Pennell 5 (P) Duncan Weir 5 (pd K) | AJ Bell Stadium, Manchester Widzów: 7145 Sędzia: JP Doyle |

| 14 września 201819:45 | Gloucester | 35:13(3:13) | Bristol Bears                            | Kingsholm Stadium, Gloucester Widzów: 14197 Sędzia: Tom Foley |
| 14 września 201819:45 | Billy Twelvetrees 10 (2pd 2K) Charlie Sharples 10 (2P) Ed Slater 5 (P) Gerbrandt Grobler 5 (P) Matt Banahan 5 (P) | 35:13(3:13) | Ian Madigan 8 (pd 2K) Luke Morahan 5 (P) | Kingsholm Stadium, Gloucester Widzów: 14197 Sędzia: Tom Foley |
| 14 września 201819:45 | George Smith | 35:13(3:13) |                                          | Kingsholm Stadium, Gloucester Widzów: 14197 Sędzia: Tom Foley |

| 15 września 201815:00 | Exeter | 35:18(14:13) | Sale Sharks                                                | Sandy Park, Exeter Widzów: 9073 Sędzia: Karl Dickson |
| 15 września 201815:00 | Alex Cuthbert 5 (P) Gareth Steenson 4 (2pd) Jack Maunder 5 (P) Joe Simmonds 6 (3pd) Jonny Hill 5 (P) Santiago Cordero 5 (P) Tom Lawday 5 (P) | 35:18(14:13) | AJ MacGinty 8 (pd 2K) Bryn Evans 5 (P) Marland Yarde 5 (P) | Sandy Park, Exeter Widzów: 9073 Sędzia: Karl Dickson |
| 15 września 201815:00 | Jonny Hill | 35:18(14:13) | Jono Ross                                                  | Sandy Park, Exeter Widzów: 9073 Sędzia: Karl Dickson |

| 15 września 201815:00 | Harlequins | 32:37(15:25) | Bath | Twickenham Stoop, Londyn Widzów: 11897 Sędzia: Matt Carley |
| 15 września 201815:00 | Charlie Mulchrone 5 (P) Danny Care 5 (P) James Lang 4 (2pd) Joe Marchant 5 (P) Joe Marler 5 (P) Marcus Smith 8 (pd 2K) | 32:37(15:25) | Freddie Burns 10 (2pd dg K) Jamie Roberts 5 (P) Joe Cokanasiga 10 (2P) Rhys Priestland 2 (pd) Zach Mercer 10 (2P) | Twickenham Stoop, Londyn Widzów: 11897 Sędzia: Matt Carley |
| 15 września 201815:00 | Semesa Rokoduguni | 32:37(15:25) | | Twickenham Stoop, Londyn Widzów: 11897 Sędzia: Matt Carley |

| 15 września 201815:00 | Northampton Saints                                                              | 27:38(10:10) | Saracens                                                                                   | Franklin’s Gardens, Northampton Widzów: 12317 Sędzia: JP Doyle |
| 15 września 201815:00 | Ben Franks 5 (P) Dan Biggar 12 (3pd 2K) Dylan Hartley 5 (P) Piers Francis 5 (P) | 27:38(10:10) | Alex Goode 8 (pd 2K) Alex Lewington 10 (2P) Ben Spencer 10 (P pd K) David Strettle 10 (2P) | Franklin’s Gardens, Northampton Widzów: 12317 Sędzia: JP Doyle |
| 15 września 201815:00 | Billy Vunipola · Jamie George                                                   | 27:38(10:10) |                                                                                            | Franklin’s Gardens, Northampton Widzów: 12317 Sędzia: JP Doyle |

| 15 września 201815:00 | Worcester Warriors                                                | 20:23(10:14) | Newcastle Falcons                                                 | Sixways Stadium, Worcester Widzów: 5641 Sędzia: Wayne Barnes |
| 15 września 201815:00 | Chris Pennell 3 (K) Duncan Weir 10 (P pd K) karne przyłożenie – 7 | 20:23(10:14) | Sinoti Sinoti 5 (P) Sonatane Takulua 5 (P) Toby Flood 13 (2pd 3K) | Sixways Stadium, Worcester Widzów: 5641 Sędzia: Wayne Barnes |
| 15 września 201815:00 | George McGuigan · Johnny Williams                                 | 20:23(10:14) |                                                                   | Sixways Stadium, Worcester Widzów: 5641 Sędzia: Wayne Barnes |

| 16 września 201815:00 | London Wasps                                                                                            | 41:35(25:18) | Leicester Tigers                                                                     | Ricoh Arena, Coventry Widzów: 18102 Sędzia: Ian Tempest |
| 16 września 201815:00 | Elliot Daly 3 (K) Josh Bassett 5 (P) Juan De Jongh 10 (2P) Lima Sopoaga 18 (3pd 4K) Nathan Hughes 5 (P) | 41:35(25:18) | George Ford 15 (3pd 3K) Jonny May 10 (2P) Sione Kalamafoni 5 (P) Telusa Veainu 5 (P) | Ricoh Arena, Coventry Widzów: 18102 Sędzia: Ian Tempest |
| 16 września 201815:00 | Nathan Hughes                                                                                           | 41:35(25:18) | Will Spencer                                                                         | Ricoh Arena, Coventry Widzów: 18102 Sędzia: Ian Tempest |

| 21 września 201819:45 | Newcastle Falcons                                              | 17:24(10:14) | Exeter                                                                               | Kingston Park, Newcastle upon Tyne Widzów: 7022 Sędzia: Andrew Jackson |
| 21 września 201819:45 | Johnny Williams 5 (P) Toby Flood 7 (2pd K) Zach Kibirige 5 (P) | 17:24(10:14) | Gareth Steenson 2 (pd) Joe Simmonds 7 (2pd K) Matt Kvesic 5 (P) Sam Simmonds 10 (2P) | Kingston Park, Newcastle upon Tyne Widzów: 7022 Sędzia: Andrew Jackson |
| 21 września 201819:45 | Toby Flood                                                     | 17:24(10:14) |                                                                                      | Kingston Park, Newcastle upon Tyne Widzów: 7022 Sędzia: Andrew Jackson |

| 22 września 201815:00 | Bath                                            | 17:15(7:7) | Northampton Saints                                        | The Recreation Ground, Bath Widzów: 14150 Sędzia: Karl Dickson |
| 22 września 201815:00 | Freddie Burns 12 (P 2pd K) Joe Cokanasiga 5 (P) | 17:15(7:7) | Cobus Reinach 5 (P) Dan Biggar 5 (pd K) Tom Collins 5 (P) | The Recreation Ground, Bath Widzów: 14150 Sędzia: Karl Dickson |

| 22 września 201815:00 | Bristol Bears                           | 20:13(11:10) | Harlequins                            | Ashton Gate, Bristol Widzów: 12287 Sędzia: Ian Tempest |
| 22 września 201815:00 | Ian Madigan 15 (5K) Piers O’Conor 5 (P) | 20:13(11:10) | Danny Care 5 (P) James Lang 8 (pd 2K) | Ashton Gate, Bristol Widzów: 12287 Sędzia: Ian Tempest |
| 22 września 201815:00 | Ben Tapuai · Joe Marler · Paul Lasike   | 20:13(11:10) |                                       | Ashton Gate, Bristol Widzów: 12287 Sędzia: Ian Tempest |

| 22 września 201815:00 | Sale Sharks                           | 13:31(10:17) | London Wasps                                                                                       | AJ Bell Stadium, Manchester Widzów: 6340 Sędzia: Wayne Barnes |
| 22 września 201815:00 | AJ MacGinty 8 (pd 2K) Jono Ross 5 (P) | 13:31(10:17) | Josh Bassett 5 (P) Lima Sopoaga 11 (4pd K) Nathan Hughes 5 (P) Nizaam Carr 5 (P) Will Stuart 5 (P) | AJ Bell Stadium, Manchester Widzów: 6340 Sędzia: Wayne Barnes |
| 22 września 201815:00 | Ben Curry                             | 13:31(10:17) | Nathan Hughes                                                                                      | AJ Bell Stadium, Manchester Widzów: 6340 Sędzia: Wayne Barnes |

| 23 września 201815:00 | Leicester Tigers                                                                                       | 37:44(11:30) | Worcester Warriors                                                                      | Welford Road, Leicester Widzów: 18444 Sędzia: Luke Pearce |
| 23 września 201815:00 | David Denton 5 (P) George Ford 17 (P 3pd 2K) Guy Thompson 5 (P) Jonny May 5 (P) Sione Kalamafoni 5 (P) | 37:44(11:30) | Chris Pennell 7 (P pd) Duncan Weir 22 (2P 3pd 2K) Jack Singleton 5 (P) Ted Hill 10 (2P) | Welford Road, Leicester Widzów: 18444 Sędzia: Luke Pearce |

| 23 września 201815:00 | Saracens                                                                                                | 38:15(24:3) | Gloucester                                                            | Allianz Park, Londyn Widzów: 8591 Sędzia: Christophe Ridley |
| 23 września 201815:00 | Alex Lozowski 5 (P) David Strettle 5 (P) Maro Itoje 10 (2P) Owen Farrell 13 (5pd K) Sean Maitland 5 (P) | 38:15(24:3) | Billy Twelvetrees 5 (pd K) Charlie Sharples 5 (P) Mark Atkinson 5 (P) | Allianz Park, Londyn Widzów: 8591 Sędzia: Christophe Ridley |

| 28 września 201819:45 | Newcastle Falcons                                              | 22:23(15:13) | London Wasps                                                                      | Kingston Park, Newcastle upon Tyne Widzów: 6904 Sędzia: Karl Dickson |
| 28 września 201819:45 | Johnny Williams 10 (2P) Mark Wilson 5 (P) Toby Flood 7 (2pd K) | 22:23(15:13) | Josh Bassett 5 (P) Juan De Jongh 5 (P) Lima Sopoaga 8 (pd 2K) Marcus Watson 5 (P) | Kingston Park, Newcastle upon Tyne Widzów: 6904 Sędzia: Karl Dickson |

| 29 września 201815:00 | Bristol Bears                                                                                             | 40:45(20:24) | Northampton Saints | Ashton Gate, Bristol Widzów: 14684 Sędzia: Luke Pearce |
| 29 września 201815:00 | Alapati Leiua 5 (P) Callum Sheedy 15 (3pd 3K) Harry Thacker 5 (P) Luke Morahan 5 (P) Will Hurrell 10 (2P) | 40:45(20:24) | Alex Waller 5 (P) Andrew Kellaway 5 (P) Dan Biggar 13 (5pd K) Ehren Painter 5 (P) Harry Mallinder 2 (pd) Lewis Ludlam 5 (P) Mike Haywood 5 (P) Taqele Naiyaravoro 5 (P) | Ashton Gate, Bristol Widzów: 14684 Sędzia: Luke Pearce |
| 29 września 201815:00 | Jack Lam                                                                                                  | 40:45(20:24) | | Ashton Gate, Bristol Widzów: 14684 Sędzia: Luke Pearce |

| 29 września 201815:00 | Exeter                                                                             | 28:11(21:3) | Worcester Warriors                  | Sandy Park, Exeter Widzów: 9730 Sędzia: Ian Tempest |
| 29 września 201815:00 | Dave Ewers 10 (2P) Gareth Steenson 8 (4pd) Harry Williams 5 (P) Jack Yeandle 5 (P) | 28:11(21:3) | Chris Pennell 6 (2K) Ted Hill 5 (P) | Sandy Park, Exeter Widzów: 9730 Sędzia: Ian Tempest |
| 29 września 201815:00 | Ryan Bower                                                                         | 28:11(21:3) |                                     | Sandy Park, Exeter Widzów: 9730 Sędzia: Ian Tempest |

| 29 września 201815:00 | Gloucester                                            | 25:27(18:15) | Harlequins                                                    | Kingsholm Stadium, Gloucester Widzów: 13232 Sędzia: JP Doyle |
| 29 września 201815:00 | Charlie Sharples 10 (2P) Danny Cipriani 15 (P 2pd 2K) | 25:27(18:15) | James Lang 8 (pd 2K) Marcus Smith 9 (3K) Nathan Earle 10 (2P) | Kingsholm Stadium, Gloucester Widzów: 13232 Sędzia: JP Doyle |
| 29 września 201815:00 | Matt Symons                                           | 25:27(18:15) |                                                               | Kingsholm Stadium, Gloucester Widzów: 13232 Sędzia: JP Doyle |

| 29 września 201815:00 | Saracens | 50:27(26:20) | Bath                                                                                | Allianz Park, Londyn Widzów: 8493 Sędzia: Tom Foley |
| 29 września 201815:00 | Alex Goode 5 (P) Christopher Tolofua 5 (P) Jamie George 5 (P) Liam Williams 15 (3P) Nick Tompkins 5 (P) Owen Farrell 10 (5pd) Sean Maitland 5 (P) | 50:27(26:20) | Chris Cook 5 (P) Freddie Burns 2 (pd) Rhys Priestland 10 (2pd 2K) Tom Homer 10 (2P) | Allianz Park, Londyn Widzów: 8493 Sędzia: Tom Foley |

| 30 września 201815:00 | Leicester Tigers                           | 19:15(13:5) | Sale Sharks                                               | Welford Road, Leicester Widzów: 18652 Sędzia: Craig Maxwell-Keys |
| 30 września 201815:00 | George Ford 14 (pd 4K) Kyle Eastmond 5 (P) | 19:15(13:5) | Curtis Langdon 5 (P) Marland Yarde 5 (P) Rob Webber 5 (P) | Welford Road, Leicester Widzów: 18652 Sędzia: Craig Maxwell-Keys |

| 5 października 201819:45 | Bath                                                            | 24:39(13:15) | Exeter | The Recreation Ground, Bath Widzów: 14301 Sędzia: Christophe Ridley |
| 5 października 201819:45 | Chris Cook 5 (P) Freddie Burns 14 (pd 4K) Rhys Priestland 5 (P) | 24:39(13:15) | Don Armand 5 (P) Gareth Steenson 14 (4pd 2K) Ian Whitten 5 (P) Jack Nowell 5 (P) Matt Kvesic 5 (P) Stu Townsend 5 (P) | The Recreation Ground, Bath Widzów: 14301 Sędzia: Christophe Ridley |
| 5 października 201819:45 | Semesa Rokoduguni                                               | 24:39(13:15) | Ian Whitten | The Recreation Ground, Bath Widzów: 14301 Sędzia: Christophe Ridley |

| 6 października 201815:00 | Northampton Saints                                        | 15:23(10:20) | Leicester Tigers                                                | Twickenham Stadium Londyn Widzów: 40013 Sędzia: JP Doyle |
| 6 października 201815:00 | David Ribbans 5 (P) Jamie Gibson 5 (P) Mike Haywood 5 (P) | 15:23(10:20) | Ben Youngs 5 (P) George Ford 13 (2pd 3K) Jordan Olowofela 5 (P) | Twickenham Stadium Londyn Widzów: 40013 Sędzia: JP Doyle |

| 6 października 201815:00 | Sale Sharks                                                                               | 20:7(3:7) | Newcastle Falcons                    | AJ Bell Stadium, Manchester Widzów: 5586 Sędzia: Tom Foley |
| 6 października 201815:00 | AJ MacGinty 5 (pd K) Bryn Evans 5 (P) James Phillips 5 (P) Rohan Janse van Rensburg 5 (P) | 20:7(3:7) | Joel Hodgson 2 (pd) Will Welch 5 (P) | AJ Bell Stadium, Manchester Widzów: 5586 Sędzia: Tom Foley |
| 6 października 201815:00 | Logoviʻi Mulipola · Micky Young                                                           | 20:7(3:7) |                                      | AJ Bell Stadium, Manchester Widzów: 5586 Sędzia: Tom Foley |

| 6 października 201815:00 | London Wasps                                                                | 21:35(7:20) | Gloucester                                                                                 | Ricoh Arena, Coventry Widzów: 15401 Sędzia: Craig Maxwell-Keys |
| 6 października 201815:00 | Billy Searle 6 (3pd) Dan Robson 5 (P) Elliot Daly 5 (P) Juan De Jongh 5 (P) | 21:35(7:20) | Ben Vellacott 5 (P) Charlie Sharples 10 (2P) Danny Cipriani 15 (3pd 3K) Lewis Ludlow 5 (P) | Ricoh Arena, Coventry Widzów: 15401 Sędzia: Craig Maxwell-Keys |

| 6 października 201819:30 | Harlequins                                                   | 20:25(13:9) | Saracens                                     | Twickenham Stoop, Londyn Widzów: 13950 Sędzia: Luke Pearce |
| 6 października 201819:30 | Danny Care 5 (P) Joe Marchant 5 (P) Marcus Smith 10 (2pd 2K) | 20:25(13:9) | Billy Vunipola 5 (P) Owen Farrell 20 (pd 6K) | Twickenham Stoop, Londyn Widzów: 13950 Sędzia: Luke Pearce |

| 7 października 201815:00 | Worcester Warriors | 52:7(31:7) | Bristol Bears                        | Sixways Stadium, Worcester Widzów: 9172 Sędzia: Wayne Barnes |
| 7 października 201815:00 | Bryce Heem 5 (P) Chris Pennell 8 (P K) Duncan Weir 14 (7pd) Francois Venter 5 (P) Gerrit-Jan van Velze 5 (P) Josh Adams 5 (P) Marco Mama 5 (P) Ryan Mills 5 (P) | 52:7(31:7) | Ian Madigan 2 (pd) Yann Thomas 5 (P) | Sixways Stadium, Worcester Widzów: 9172 Sędzia: Wayne Barnes |
| 7 października 201815:00 | Ryan Bower | 52:7(31:7) |                                      | Sixways Stadium, Worcester Widzów: 9172 Sędzia: Wayne Barnes |

| 16 listopada 201819:45 | Gloucester | 36:13(22:6) | Leicester Tigers                       | Kingsholm Stadium, Gloucester Widzów: 13381 Sędzia: Ian Tempest |
| 16 listopada 201819:45 | Billy Twelvetrees 2 (pd) Danny Cipriani 9 (3pd K) Fraser Balmain 5 (P) Jason Woodward 5 (P) Matt Banahan 5 (P) Ollie Thorley 10 (2P) | 36:13(22:6) | Joe Ford 8 (pd 2K) Mike Williams 5 (P) | Kingsholm Stadium, Gloucester Widzów: 13381 Sędzia: Ian Tempest |

| 16 listopada 201819:45 | Harlequins                                                                        | 20:7(10:0) | Newcastle Falcons                       | Twickenham Stoop, Londyn Widzów: 9847 Sędzia: JP Doyle |
| 16 listopada 201819:45 | Alex Dombrandt 5 (P) Francis Saili 5 (P) James Lang 2 (pd) Marcus Smith 8 (pd 2K) | 20:7(10:0) | Andrew Davidson 5 (P) Toby Flood 2 (pd) | Twickenham Stoop, Londyn Widzów: 9847 Sędzia: JP Doyle |
| 16 listopada 201819:45 | Lewis Boyce                                                                       | 20:7(10:0) |                                         | Twickenham Stoop, Londyn Widzów: 9847 Sędzia: JP Doyle |

| 17 listopada 201812:45 | Bath                                                                                   | 28:13(16:10) | Worcester Warriors                     | The Recreation Ground, Bath Widzów: 14072 Sędzia: Craig Maxwell-Keys |
| 17 listopada 201812:45 | Elliott Stooke 5 (P) Freddie Burns 13 (2pd 3K) Semesa Rokoduguni 5 (P) Tom Ellis 5 (P) | 28:13(16:10) | Duncan Weir 8 (pd 2K) Ryan Mills 5 (P) | The Recreation Ground, Bath Widzów: 14072 Sędzia: Craig Maxwell-Keys |

| 17 listopada 201813:00 | Northampton Saints | 36:17(16:3) | London Wasps                                                                    | Franklin’s Gardens, Northampton Widzów: 13375 Sędzia: Matthew O’Grady |
| 17 listopada 201813:00 | Andrew Kellaway 5 (P) Fraser Dingwall 5 (P) James Grayson 6 (2K) Ollie Sleightholme 5 (P) Piers Francis 10 (P pd K) Taqele Naiyaravoro 5 (P) | 36:17(16:3) | Billy Searle 2 (pd) Josh Bassett 5 (P) Lima Sopoaga 5 (pd K) Thomas Young 5 (P) | Franklin’s Gardens, Northampton Widzów: 13375 Sędzia: Matthew O’Grady |
| 17 listopada 201813:00 | Thomas Young | 36:17(16:3) |                                                                                 | Franklin’s Gardens, Northampton Widzów: 13375 Sędzia: Matthew O’Grady |

| 17 listopada 201813:00 | Saracens                                                                                              | 31:25(21:13) | Sale Sharks                                     | Allianz Park, Londyn Widzów: 7465 Sędzia: Andrew Jackson |
| 17 listopada 201813:00 | Alex Lewington 5 (P) Ben Spencer 11 (4pd K) Joel Kpoku 5 (P) Michael Rhodes 5 (P) Nick Tompkins 5 (P) | 31:25(21:13) | Byron McGuigan 5 (P) Robert du Preez 20 (pd 6K) | Allianz Park, Londyn Widzów: 7465 Sędzia: Andrew Jackson |
| 17 listopada 201813:00 | Will Skelton                                                                                          | 31:25(21:13) |                                                 | Allianz Park, Londyn Widzów: 7465 Sędzia: Andrew Jackson |

| 18 listopada 201815:00 | Bristol Bears                                                     | 29:31(19:12) | Exeter | Ashton Gate, Bristol Widzów: 16776 Sędzia: Greg Macdonald |
| 18 listopada 201815:00 | Callum Sheedy 19 (2pd 5K) Charles Piutau 5 (P) Luke Morahan 5 (P) | 29:31(19:12) | Gareth Steenson 4 (2pd) Jack Yeandle 5 (P) Moray Low 5 (P) Santiago Cordero 5 (P) Tom Lawday 5 (P) karne przyłożenie – 7 | Ashton Gate, Bristol Widzów: 16776 Sędzia: Greg Macdonald |
| 18 listopada 201815:00 | Callum Sheedy                                                     | 29:31(19:12) | | Ashton Gate, Bristol Widzów: 16776 Sędzia: Greg Macdonald |

| 23 listopada 201819:45 | Newcastle Falcons                           | 16:8(10:5) | Bath                                          | Kingston Park, Newcastle upon Tyne Widzów: 7237 Sędzia: Christophe Ridley |
| 23 listopada 201819:45 | Johnny Williams 5 (P) Toby Flood 11 (pd 3K) | 16:8(10:5) | Darren Atkins 3 (K) Ruaridh McConnochie 5 (P) | Kingston Park, Newcastle upon Tyne Widzów: 7237 Sędzia: Christophe Ridley |
| 23 listopada 201819:45 | Josh Bayliss                                | 16:8(10:5) |                                               | Kingston Park, Newcastle upon Tyne Widzów: 7237 Sędzia: Christophe Ridley |

| 23 listopada 201819:45 | Worcester Warriors                                                            | 20:13(13:3) | Harlequins                                                | Sixways Stadium, Worcester Widzów: 8228 Sędzia: Andrew Jackson |
| 23 listopada 201819:45 | Chris Pennell 3 (K) Duncan Weir 7 (2pd K) Nic Schonert 5 (P) Ryan Mills 5 (P) | 20:13(13:3) | James Lang 5 (pd K) Joe Marchant 5 (P) Marcus Smith 3 (K) | Sixways Stadium, Worcester Widzów: 8228 Sędzia: Andrew Jackson |

| 24 listopada 201813:00 | Exeter                                                          | 23:6(10:6) | Gloucester            | Sandy Park, Exeter Widzów: 12772 Sędzia: Matthew O’Grady |
| 24 listopada 201813:00 | Alex Cuthbert 5 (P) Gareth Steenson 13 (2pd 3K) Nic White 5 (P) | 23:6(10:6) | Danny Cipriani 6 (2K) | Sandy Park, Exeter Widzów: 12772 Sędzia: Matthew O’Grady |

| 24 listopada 201813:00 | Sale Sharks                                      | 18:13(7:5) | Northampton Saints                                               | AJ Bell Stadium, Manchester Widzów: 5290 Sędzia: JP Doyle |
| 24 listopada 201813:00 | Denny Solomona 10 (2P) Robert du Preez 8 (pd 2K) | 18:13(7:5) | Cobus Reinach 5 (P) James Grayson 3 (K) Ollie Sleightholme 5 (P) | AJ Bell Stadium, Manchester Widzów: 5290 Sędzia: JP Doyle |

| 24 listopada 201813:00 | London Wasps                                                                       | 32:28(18:7) | Bristol Bears                                                                      | Ricoh Arena, Coventry Widzów: 11640 Sędzia: Craig Maxwell-Keys |
| 24 listopada 201813:00 | James Gaskell 5 (P) Juan De Jongh 5 (P) Lima Sopoaga 12 (3pd 2K) Ross Neal 10 (2P) | 32:28(18:7) | Callum Sheedy 4 (2pd) Harry Thacker 15 (3P) Ian Madigan 4 (2pd) Ryan Edwards 5 (P) | Ricoh Arena, Coventry Widzów: 11640 Sędzia: Craig Maxwell-Keys |

| 25 listopada 201815:00 | Leicester Tigers                                             | 22:27(3:21) | Saracens                                                           | Welford Road, Leicester Widzów: 20700 Sędzia: Karl Dickson |
| 25 listopada 201815:00 | Brendon O’Connor 10 (2P) Joe Ford 7 (2pd K) Matt Smith 5 (P) | 22:27(3:21) | Alex Lewington 5 (P) Alex Lozowski 5 (P) Ben Spencer 17 (P 3pd 2K) | Welford Road, Leicester Widzów: 20700 Sędzia: Karl Dickson |
| 25 listopada 201815:00 | Ben Earl · Schalk Burger                                     | 22:27(3:21) |                                                                    | Welford Road, Leicester Widzów: 20700 Sędzia: Karl Dickson |

| 30 listopada 201819:45 | Harlequins                                                                                          | 28:26(13:5) | Exeter | Twickenham Stoop, Londyn Widzów: 14800 Sędzia: Ian Tempest |
| 30 listopada 201819:45 | James Chisholm 5 (P) James Lang 5 (pd K) Joe Marchant 5 (P) Marcus Smith 3 (K) Nathan Earle 10 (2P) | 28:26(13:5) | Gareth Steenson 4 (2pd) Ian Whitten 5 (P) Jack Yeandle 5 (P) Joe Simmonds 2 (pd) Matt Kvesic 5 (P) Ollie Devoto 5 (P) | Twickenham Stoop, Londyn Widzów: 14800 Sędzia: Ian Tempest |

| 1 grudnia 201813:00 | Bristol Bears                                                                        | 41:10(21:10) | Leicester Tigers                        | Ashton Gate, Bristol Widzów: 12237 Sędzia: Wayne Barnes |
| 1 grudnia 201813:00 | Harry Randall 5 (P) Harry Thacker 10 (2P) Ian Madigan 21 (3pd 5K) Luke Morahan 5 (P) | 41:10(21:10) | George Ford 5 (pd K) Manu Tuilagi 5 (P) | Ashton Gate, Bristol Widzów: 12237 Sędzia: Wayne Barnes |
| 1 grudnia 201813:00 | John Afoa                                                                            | 41:10(21:10) | Kyle Eastmond                           | Ashton Gate, Bristol Widzów: 12237 Sędzia: Wayne Barnes |

| 1 grudnia 201815:00 | Gloucester | 36:16(10:9) | Worcester Warriors                      | Kingsholm Stadium, Gloucester Widzów: 15387 Sędzia: Tom Foley |
| 1 grudnia 201815:00 | Billy Twelvetrees 6 (3pd) Charlie Sharples 5 (P) Freddie Clarke 5 (P) Jaco Visagie 5 (P) James Hanson 5 (P) Ollie Thorley 10 (2P) | 36:16(10:9) | Bryce Heem 5 (P) Duncan Weir 11 (pd 3K) | Kingsholm Stadium, Gloucester Widzów: 15387 Sędzia: Tom Foley |
| 1 grudnia 201815:00 | Chris Pennell | 36:16(10:9) |                                         | Kingsholm Stadium, Gloucester Widzów: 15387 Sędzia: Tom Foley |

| 1 grudnia 201815:00 | Northampton Saints                       | 14:16(7:6) | Newcastle Falcons                                         | Franklin’s Gardens, Northampton Widzów: 12326 Sędzia: Matt Carley |
| 1 grudnia 201815:00 | Cobus Reinach 10 (2P) Dan Biggar 4 (2pd) | 14:16(7:6) | Brett Connon 3 (K) Mark Wilson 5 (P) Toby Flood 8 (pd 2K) | Franklin’s Gardens, Northampton Widzów: 12326 Sędzia: Matt Carley |
| 1 grudnia 201815:00 | Dan Biggar                               | 14:16(7:6) |                                                           | Franklin’s Gardens, Northampton Widzów: 12326 Sędzia: Matt Carley |

| 1 grudnia 201815:00 | Saracens                                                        | 29:6(9:3) | London Wasps       | Allianz Park, Londyn Widzów: 9827 Sędzia: JP Doyle |
| 1 grudnia 201815:00 | Alex Lozowski 19 (2pd 5K) Jamie George 5 (P) Nick Isiekwe 5 (P) | 29:6(9:3) | Elliot Daly 6 (2K) | Allianz Park, Londyn Widzów: 9827 Sędzia: JP Doyle |

| 2 grudnia 201815:00 | Bath                                     | 7:7(0:0) | Sale Sharks                                    | The Recreation Ground, Bath Widzów: 13319 Sędzia: Luke Pearce |
| 2 grudnia 201815:00 | James Wilson 2 (pd) Joe Cokanasiga 5 (P) | 7:7(0:0) | Jean-Luc du Preez 5 (P) Robert du Preez 2 (pd) | The Recreation Ground, Bath Widzów: 13319 Sędzia: Luke Pearce |

| 21 grudnia 201819:45 | Worcester Warriors | 6:32(3:12) | Northampton Saints                                                                  | Sixways Stadium, Worcester Widzów: 8404 Sędzia: Wayne Barnes |
| 21 grudnia 201819:45 | Duncan Weir 6 (2K) | 6:32(3:12) | Cobus Reinach 5 (P) Dan Biggar 20 (pd 6K) Luther Burrell 5 (P) Piers Francis 2 (pd) | Sixways Stadium, Worcester Widzów: 8404 Sędzia: Wayne Barnes |

| 22 grudnia 201815:00 | Exeter | 31:13(10:6) | Saracens                                 | Sandy Park, Exeter Widzów: 12791 Sędzia: Tom Foley |
| 22 grudnia 201815:00 | Gareth Steenson 7 (2pd K) Harry Williams 5 (P) Joe Simmonds 2 (pd) Luke Cowan-Dickie 5 (P) Matt Kvesic 5 (P) karne przyłożenie – 7 | 31:13(10:6) | Ben Spencer 5 (P) Owen Farrell 8 (pd 2K) | Sandy Park, Exeter Widzów: 12791 Sędzia: Tom Foley |
| 22 grudnia 201815:00 | Schalk Burger | 31:13(10:6) |                                          | Sandy Park, Exeter Widzów: 12791 Sędzia: Tom Foley |

| 22 grudnia 201815:00 | Leicester Tigers                                                                | 35:24(23:9) | Harlequins                                                    | Welford Road, Leicester Widzów: 21597 Sędzia: Luke Pearce |
| 22 grudnia 201815:00 | George Ford 15 (3pd 3K) Jonah Holmes 10 (2P) Jonny May 5 (P) Manu Tuilagi 5 (P) | 35:24(23:9) | Alex Dombrandt 5 (P) Cadan Murley 5 (P) James Lang 14 (pd 4K) | Welford Road, Leicester Widzów: 21597 Sędzia: Luke Pearce |

| 22 grudnia 201815:00 | Sale Sharks                                                      | 27:10(14:3) | Bristol Bears                                              | AJ Bell Stadium, Manchester Widzów: 7465 Sędzia: JP Doyle |
| 22 grudnia 201815:00 | Denny Solomona 5 (P) Robert du Preez 17 (pd 5K) Will Cliff 5 (P) | 27:10(14:3) | Callum Sheedy 2 (pd) Ian Madigan 3 (K) Steven Luatua 5 (P) | AJ Bell Stadium, Manchester Widzów: 7465 Sędzia: JP Doyle |
| 22 grudnia 201815:00 | George Smith                                                     | 27:10(14:3) |                                                            | AJ Bell Stadium, Manchester Widzów: 7465 Sędzia: JP Doyle |

| 23 grudnia 201815:00 | Newcastle Falcons                              | 17:20(6:10) | Gloucester                                                     | Kingston Park, Newcastle upon Tyne Widzów: 9024 Sędzia: Karl Dickson |
| 23 grudnia 201815:00 | Sonatane Takulua 12 (4K) Vereniki Goneva 5 (P) | 17:20(6:10) | Ben Morgan 5 (P) Billy Twelvetrees 10 (2pd 2K) Ed Slater 5 (P) | Kingston Park, Newcastle upon Tyne Widzów: 9024 Sędzia: Karl Dickson |

| 23 grudnia 201815:00 | London Wasps                           | 14:24(9:14) | Bath                                          | Ricoh Arena, Coventry Widzów: 31626 Sędzia: Matt Carley |
| 23 grudnia 201815:00 | Billy Searle 9 (3K) Thomas Young 5 (P) | 14:24(9:14) | Freddie Burns 19 (P pd 4K) Will Chudley 5 (P) | Ricoh Arena, Coventry Widzów: 31626 Sędzia: Matt Carley |
| 23 grudnia 201815:00 | Nizaam Carr                            | 14:24(9:14) |                                               | Ricoh Arena, Coventry Widzów: 31626 Sędzia: Matt Carley |

| 28 grudnia 201819:45 | Northampton Saints                                                                    | 31:28(21:14) | Exeter                                                                                                | Franklin’s Gardens, Northampton Widzów: 15005 Sędzia: Ian Tempest |
| 28 grudnia 201819:45 | Cobus Reinach 5 (P) Dan Biggar 16 (P 4pd K) Fraser Dingwall 5 (P) Piers Francis 5 (P) | 31:28(21:14) | Ben Moon 5 (P) Gareth Steenson 6 (3pd) Matt Kvesic 5 (P) Santiago Cordero 5 (P) karne przyłożenie – 7 | Franklin’s Gardens, Northampton Widzów: 15005 Sędzia: Ian Tempest |
| 28 grudnia 201819:45 | Alex Waller                                                                           | 31:28(21:14) | Luke Cowan-Dickie                                                                                     | Franklin’s Gardens, Northampton Widzów: 15005 Sędzia: Ian Tempest |

| 29 grudnia 201815:00 | Gloucester                                                       | 15:30(10:17) | Sale Sharks                                                                                             | Kingsholm Stadium, Gloucester Widzów: 15879 Sędzia: Christophe Ridley |
| 29 grudnia 201815:00 | Billy Twelvetrees 5 (pd K) Jaco Visagie 5 (P) Matt Banahan 5 (P) | 15:30(10:17) | Chris Ashton 5 (P) Denny Solomona 5 (P) Faf de Klerk 5 (P) Rob Webber 5 (P) Robert du Preez 10 (2pd 2K) | Kingsholm Stadium, Gloucester Widzów: 15879 Sędzia: Christophe Ridley |
| 29 grudnia 201815:00 | Lewis Ludlow                                                     | 15:30(10:17) | Faf de Klerk                                                                                            | Kingsholm Stadium, Gloucester Widzów: 15879 Sędzia: Christophe Ridley |

| 29 grudnia 201815:00 | Saracens                                                                            | 25:17(11:17) | Worcester Warriors                      | Allianz Park, Londyn Widzów: 9758 Sędzia: Karl Dickson |
| 29 grudnia 201815:00 | Calum Clark 5 (P) David Strettle 5 (P) Mako Vunipola 5 (P) Owen Farrell 10 (2pd 2K) | 25:17(11:17) | Ben Te'o 5 (P) Duncan Weir 12 (P 2pd K) | Allianz Park, Londyn Widzów: 9758 Sędzia: Karl Dickson |

| 29 grudnia 201816:00 | Harlequins                                                       | 20:13(13:3) | London Wasps                                              | Twickenham Stadium Londyn Widzów: 82000 Sędzia: Craig Maxwell-Keys |
| 29 grudnia 201816:00 | Alex Dombrandt 5 (P) Joe Marchant 5 (P) Marcus Smith 10 (2pd 2K) | 20:13(13:3) | Elliot Daly 3 (K) Lima Sopoaga 5 (pd K) Will Stuart 5 (P) | Twickenham Stadium Londyn Widzów: 82000 Sędzia: Craig Maxwell-Keys |
| 29 grudnia 201816:00 | Dave Ward                                                        | 20:13(13:3) |                                                           | Twickenham Stadium Londyn Widzów: 82000 Sędzia: Craig Maxwell-Keys |

| 30 grudnia 201815:00 | Bath | 23:16(15:7) | Leicester Tigers                       | The Recreation Ground, Bath Widzów: 14509 Sędzia: JP Doyle |
| 30 grudnia 201815:00 | Freddie Burns 5 (pd K) Jamie Roberts 5 (P) Nathan Catt 5 (P) Rhys Priestland 3 (K) Ruaridh McConnochie 5 (P) | 23:16(15:7) | George Ford 11 (pd 3K) Jonny May 5 (P) | The Recreation Ground, Bath Widzów: 14509 Sędzia: JP Doyle |

| 30 grudnia 201815:00 | Bristol Bears | 35:28(10:20) | Newcastle Falcons                                                                 | Ashton Gate, Bristol Widzów: 18429 Sędzia: Wayne Barnes |
| 30 grudnia 201815:00 | Callum Sheedy 5 (pd K) Charles Piutau 5 (P) Harry Randall 5 (P) Ian Madigan 10 (2pd 2K) Luke Morahan 5 (P) Tom Pincus 5 (P) | 35:28(10:20) | Adam Radwan 5 (P) Callum Chick 5 (P) Toby Flood 13 (2pd 3K) Vereniki Goneva 5 (P) | Ashton Gate, Bristol Widzów: 18429 Sędzia: Wayne Barnes |

| 4 stycznia 201919:45 | Sale Sharks                                                     | 24:18(18:13) | Saracens                                                        | AJ Bell Stadium, Manchester Widzów: 8535 Sędzia: Matt Carley |
| 4 stycznia 201919:45 | Denny Solomona 5 (P) Robert du Preez 14 (pd 4K) Sam James 5 (P) | 24:18(18:13) | Billy Vunipola 5 (P) Nick Tompkins 5 (P) Owen Farrell 8 (pd 2K) | AJ Bell Stadium, Manchester Widzów: 8535 Sędzia: Matt Carley |
| 4 stycznia 201919:45 | Christopher Tolofua · Owen Farrell                              | 24:18(18:13) |                                                                 | AJ Bell Stadium, Manchester Widzów: 8535 Sędzia: Matt Carley |

| 5 stycznia 201915:00 | Exeter                                                                                | 14:9(7:3) | Bristol Bears      | Sandy Park, Exeter Widzów: 12788 Sędzia: Craig Maxwell-Keys |
| 5 stycznia 201915:00 | Gareth Steenson 2 (pd) Joe Simmonds 2 (pd) Santiago Cordero 5 (P) Sean Lonsdale 5 (P) | 14:9(7:3) | Ian Madigan 9 (3K) | Sandy Park, Exeter Widzów: 12788 Sędzia: Craig Maxwell-Keys |

| 5 stycznia 201915:00 | Leicester Tigers                                               | 34:16(13:6) | Gloucester                                      | Welford Road, Leicester Widzów: 20329 Sędzia: Wayne Barnes |
| 5 stycznia 201915:00 | George Ford 19 (P 4pd 2K) Jonah Holmes 5 (P) Jonny May 10 (2P) | 34:16(13:6) | Billy Twelvetrees 11 (pd 3K) Gareth Evans 5 (P) | Welford Road, Leicester Widzów: 20329 Sędzia: Wayne Barnes |

| 5 stycznia 201915:00 | Newcastle Falcons                                               | 17:38(3:28) | Harlequins | Kingston Park, Newcastle upon Tyne Widzów: 7212 Sędzia: Tom Foley |
| 5 stycznia 201915:00 | Brett Connon 7 (2pd K) Callum Chick 5 (P) Vereniki Goneva 5 (P) | 17:38(3:28) | Alex Dombrandt 5 (P) Gabriel Ibitoye 5 (P) Jack Clifford 5 (P) Marcus Smith 13 (5pd K) Max Crumpton 5 (P) Nathan Earle 5 (P) | Kingston Park, Newcastle upon Tyne Widzów: 7212 Sędzia: Tom Foley |

| 5 stycznia 201915:00 | Worcester Warriors                        | 21:19(3:19) | Bath                                                    | Sixways Stadium, Worcester Widzów: 8724 Sędzia: Ian Tempest |
| 5 stycznia 201915:00 | Bryce Heem 10 (2P) Duncan Weir 11 (pd 3K) | 21:19(3:19) | Freddie Burns 14 (pd 4K) Zach Mercer 5 (P)              | Sixways Stadium, Worcester Widzów: 8724 Sędzia: Ian Tempest |
| 5 stycznia 201915:00 | Michael Fatialofa                         | 21:19(3:19) | Aled Brew · Lucas Noguera Paz · Max Lahiff · Ross Batty | Sixways Stadium, Worcester Widzów: 8724 Sędzia: Ian Tempest |

| 6 stycznia 201915:00 | London Wasps                                                                         | 27:16(17:16) | Northampton Saints                          | Ricoh Arena, Coventry Widzów: 16215 Sędzia: Luke Pearce |
| 6 stycznia 201915:00 | Josh Bassett 5 (P) Juan De Jongh 5 (P) Lima Sopoaga 12 (3pd 2K) Willie le Roux 5 (P) | 27:16(17:16) | Dan Biggar 11 (pd 3K) Fraser Dingwall 5 (P) | Ricoh Arena, Coventry Widzów: 16215 Sędzia: Luke Pearce |

| 15 lutego 201919:45 | Bristol Bears                                                                                          | 22:29(3:19) | London Wasps | Ashton Gate, Bristol Widzów: 12368 Sędzia: Wayne Barnes |
| 15 lutego 201919:45 | Callum Sheedy 2 (pd) Charles Piutau 5 (P) Harry Randall 5 (P) Ian Madigan 5 (pd K) Piers O’Conor 5 (P) | 22:29(3:19) | Billy Searle 4 (2pd) Lima Sopoaga 5 (pd K) Nizaam Carr 5 (P) Thomas Young 5 (P) Tom Cruse 5 (P) Will Rowlands 5 (P) | Ashton Gate, Bristol Widzów: 12368 Sędzia: Wayne Barnes |

| 15 lutego 201919:45 | Gloucester                                                                          | 24:17(10:7) | Exeter                                                                            | Kingsholm Stadium, Gloucester Widzów: 13658 Sędzia: Craig Maxwell-Keys |
| 15 lutego 201919:45 | Ben Morgan 5 (P) Billy Twelvetrees 9 (3pd K) Jason Woodward 5 (P) Willi Heinz 5 (P) | 24:17(10:7) | Gareth Steenson 2 (pd) Joe Simmonds 5 (pd K) Nic White 5 (P) Tom O’Flaherty 5 (P) | Kingsholm Stadium, Gloucester Widzów: 13658 Sędzia: Craig Maxwell-Keys |

| 16 lutego 201914:00 | Northampton Saints | 67:17(32:10) | Sale Sharks                                                     | Franklin’s Gardens, Northampton Widzów: 12447 Sędzia: Karl Dickson |
| 16 lutego 201914:00 | Ahsee Tuala 5 (P) Cobus Reinach 10 (2P) Dan Biggar 10 (2pd 2K) George Furbank 5 (P) Piers Francis 12 (6pd) Rory Hutchinson 5 (P) Taqele Naiyaravoro 5 (P) Tom Collins 10 (2P) Tom Wood 5 (P) | 67:17(32:10) | AJ MacGinty 5 (pd K) Denny Solomona 5 (P) karne przyłożenie – 7 | Franklin’s Gardens, Northampton Widzów: 12447 Sędzia: Karl Dickson |

| 16 lutego 201915:00 | Bath | 30:13(20:6) | Newcastle Falcons                        | The Recreation Ground, Bath Widzów: 14331 Sędzia: JP Doyle |
| 16 lutego 201915:00 | Francois Louw 5 (P) Joe Cokanasiga 5 (P) Rhys Priestland 10 (2pd 2K) Semesa Rokoduguni 5 (P) Will Chudley 5 (P) | 30:13(20:6) | Nemani Nagusa 5 (P) Toby Flood 8 (pd 2K) | The Recreation Ground, Bath Widzów: 14331 Sędzia: JP Doyle |

| 16 lutego 201915:00 | Harlequins | 47:33(28:7) | Worcester Warriors | Twickenham Stoop, Londyn Widzów: 12235 Sędzia: Luke Pearce |
| 16 lutego 201915:00 | Ben Tapuai 5 (P) Danny Care 5 (P) Gabriel Ibitoye 5 (P) Jack Clifford 5 (P) James Lang 9 (P 2pd) Joe Marchant 5 (P) Marcus Smith 8 (4pd) Mike Brown 5 (P) | 47:33(28:7) | Bryce Heem 5 (P) Chris Pennell 6 (3pd) Duncan Weir 2 (pd) Jack Singleton 5 (P) Josh Adams 5 (P) Michael Heaney 5 (P) Tom Howe 5 (P) | Twickenham Stoop, Londyn Widzów: 12235 Sędzia: Luke Pearce |
| 16 lutego 201915:00 | Mike Brown | 47:33(28:7) | | Twickenham Stoop, Londyn Widzów: 12235 Sędzia: Luke Pearce |

| 16 lutego 201915:00 | Saracens | 33:10(5:10) | Leicester Tigers                         | Allianz Park, Londyn Widzów: 9875 Sędzia: Tom Foley |
| 16 lutego 201915:00 | Alex Goode 7 (2pd K) Alex Lozowski 6 (2K) Ben Spencer 5 (P) David Strettle 5 (P) Richard Wigglesworth 5 (P) Tom Woolstencroft 5 (P) | 33:10(5:10) | Jonah Holmes 5 (P) Matt Toʻomua 5 (pd K) | Allianz Park, Londyn Widzów: 9875 Sędzia: Tom Foley |

| 22 lutego 201919:45 | Gloucester                                                       | 30:24(16:3) | Saracens                                                                             | Kingsholm Stadium, Gloucester Widzów: 13633 Sędzia: JP Doyle |
| 22 lutego 201919:45 | Ben Morgan 10 (2P) Billy Twelvetrees 15 (3pd 3K) Ed Slater 5 (P) | 30:24(16:3) | Alex Lozowski 9 (3pd K) Jackson Wray 5 (P) Matt Gallagher 5 (P) Michael Rhodes 5 (P) | Kingsholm Stadium, Gloucester Widzów: 13633 Sędzia: JP Doyle |

| 23 lutego 201914:00 | Harlequins | 36:26(26:12) | Bristol Bears                                                                         | Twickenham Stoop, Londyn Widzów: 13167 Sędzia: Tom Foley |
| 23 lutego 201914:00 | James Lang 5 (pd K) Joe Marchant 5 (P) Marcus Smith 11 (P 3pd) Mike Brown 5 (P) Nathan Earle 5 (P) Ross Chisholm 5 (P) | 36:26(26:12) | Alapati Leiua 10 (2P) Callum Sheedy 9 (P 2pd) Charles Piutau 5 (P) Ian Madigan 2 (pd) | Twickenham Stoop, Londyn Widzów: 13167 Sędzia: Tom Foley |

| 23 lutego 201914:00 | London Wasps                                                                  | 18:24(8:17) | Sale Sharks                                                                        | Ricoh Arena, Coventry Widzów: 12085 Sędzia: Andrew Jackson |
| 23 lutego 201914:00 | Ashley Johnson 5 (P) Joe Simpson 5 (P) Lima Sopoaga 5 (pd K) Rob Miller 3 (K) | 18:24(8:17) | Denny Solomona 5 (P) Faf de Klerk 7 (2pd K) Rob Webber 5 (P) karne przyłożenie – 7 | Ricoh Arena, Coventry Widzów: 12085 Sędzia: Andrew Jackson |
| 23 lutego 201914:00 | Nizaam Carr                                                                   | 18:24(8:17) |                                                                                    | Ricoh Arena, Coventry Widzów: 12085 Sędzia: Andrew Jackson |

| 23 lutego 201914:30 | Exeter | 35:17(21:7) | Newcastle Falcons                                              | Sandy Park, Exeter Widzów: 12713 Sędzia: Luke Pearce |
| 23 lutego 201914:30 | Gareth Steenson 10 (5pd) Greg Holmes 5 (P) Jack Yeandle 5 (P) Nic White 5 (P) Olly Woodburn 5 (P) Santiago Cordero 5 (P) | 35:17(21:7) | Sonatane Takulua 5 (P) Toby Flood 2 (pd) Zach Kibirige 10 (2P) | Sandy Park, Exeter Widzów: 12713 Sędzia: Luke Pearce |
| 23 lutego 201914:30 | Zach Kibirige | 35:17(21:7) |                                                                | Sandy Park, Exeter Widzów: 12713 Sędzia: Luke Pearce |

| 23 lutego 201914:45 | Northampton Saints                                                                      | 27:26(3:7) | Bath                                                                    | Franklin’s Gardens, Northampton Widzów: 12289 Sędzia: Ian Tempest |
| 23 lutego 201914:45 | Alex Mitchell 5 (P) David Ribbans 5 (P) James Grayson 12 (3pd 2K) Rory Hutchinson 5 (P) | 27:26(3:7) | Rhys Priestland 16 (2pd 4K) Ruaridh McConnochie 5 (P) Zach Mercer 5 (P) | Franklin’s Gardens, Northampton Widzów: 12289 Sędzia: Ian Tempest |

| 24 lutego 201913:00 | Worcester Warriors                                           | 17:13(3:10) | Leicester Tigers                                            | Sixways Stadium, Worcester Widzów: 7487 Sędzia: Craig Maxwell-Keys |
| 24 lutego 201913:00 | Duncan Weir 7 (2pd K) Francois Hougaard 5 (P) Tom Howe 5 (P) | 17:13(3:10) | Jonah Holmes 5 (P) Matt Toʻomua 5 (pd K) Tom Hardwick 3 (K) | Sixways Stadium, Worcester Widzów: 7487 Sędzia: Craig Maxwell-Keys |

| 1 marca 201919:45 | Bristol Bears                                                                                       | 28:24(11:7) | Gloucester                                                                              | Ashton Gate, Bristol Widzów: 16911 Sędzia: Karl Dickson |
| 1 marca 201919:45 | Andy Uren 5 (P) Callum Sheedy 6 (2K) Daniel Thomas 5 (P) Ian Madigan 5 (pd K) karne przyłożenie – 7 | 28:24(11:7) | Billy Twelvetrees 9 (3pd K) Jason Woodward 5 (P) Ollie Thorley 5 (P) Tom Marshall 5 (P) | Ashton Gate, Bristol Widzów: 16911 Sędzia: Karl Dickson |
| 1 marca 201919:45 | Ed Slater · Jason Woodward                                                                          | 28:24(11:7) |                                                                                         | Ashton Gate, Bristol Widzów: 16911 Sędzia: Karl Dickson |

| 2 marca 201915:00 | Bath                                                                                | 29:31(16:21) | Harlequins                                                                                          | The Recreation Ground, Bath Widzów: 14509 Sędzia: Matt Carley |
| 2 marca 201915:00 | Jonathan Joseph 5 (P) Nathan Catt 5 (P) Rhys Priestland 14 (pd 4K) Ross Batty 5 (P) | 29:31(16:21) | Alex Dombrandt 5 (P) Chris Robshaw 5 (P) James Lang 6 (3pd) Joe Marchant 10 (2P) Nathan Earle 5 (P) | The Recreation Ground, Bath Widzów: 14509 Sędzia: Matt Carley |

| 2 marca 201915:00 | Leicester Tigers      | 19:14(9:14) | London Wasps                             | Welford Road, Leicester Widzów: 23258 Sędzia: JP Doyle |
| 2 marca 201915:00 | Joe Ford 19 (P pd 4K) | 19:14(9:14) | Marcus Watson 10 (2P) Rob Miller 4 (2pd) | Welford Road, Leicester Widzów: 23258 Sędzia: JP Doyle |
| 2 marca 201915:00 | Tommy Taylor          | 19:14(9:14) |                                          | Welford Road, Leicester Widzów: 23258 Sędzia: JP Doyle |

| 2 marca 201915:00 | Sale Sharks                                             | 14:20(0:15) | Exeter                                                                           | AJ Bell Stadium, Manchester Widzów: 6407 Sędzia: Ian Tempest |
| 2 marca 201915:00 | Faf de Klerk 2 (pd) Sam James 7 (P pd) Will Cliff 5 (P) | 14:20(0:15) | Don Armand 5 (P) Gareth Steenson 5 (pd K) Ollie Devoto 5 (P) Sean Lonsdale 5 (P) | AJ Bell Stadium, Manchester Widzów: 6407 Sędzia: Ian Tempest |

| 2 marca 201915:00 | Saracens | 36:17(29:3) | Northampton Saints                                                | Allianz Park, Londyn Widzów: 9729 Sędzia: Luke Pearce |
| 2 marca 201915:00 | Ben Spencer 4 (2pd) David Strettle 5 (P) Nick Tompkins 5 (P) Sean Maitland 10 (2P) Tom Woolstencroft 5 (P) karne przyłożenie – 7 | 36:17(29:3) | Lewis Ludlam 5 (P) Reece Marshall 5 (P) Rory Hutchinson 7 (2pd K) | Allianz Park, Londyn Widzów: 9729 Sędzia: Luke Pearce |
| 2 marca 201915:00 | Alex Mitchell · Luther Burrell                                                                                                   | 36:17(29:3) |                                                                   | Allianz Park, Londyn Widzów: 9729 Sędzia: Luke Pearce |

| 3 marca 201915:00 | Newcastle Falcons                           | 17:6(17:6) | Worcester Warriors | Kingston Park, Newcastle upon Tyne Widzów: 8005 Sędzia: Wayne Barnes |
| 3 marca 201915:00 | Toby Flood 12 (P 2pd K) Zach Kibirige 5 (P) | 17:6(17:6) | Duncan Weir 6 (2K) | Kingston Park, Newcastle upon Tyne Widzów: 8005 Sędzia: Wayne Barnes |

| 8 marca 201919:45 | Bath                    | 18:9(9:3) | Saracens             | The Recreation Ground, Bath Widzów: 14055 Sędzia: Andrew Jackson |
| 8 marca 201919:45 | Rhys Priestland 18 (6K) | 18:9(9:3) | Alex Lozowski 9 (3K) | The Recreation Ground, Bath Widzów: 14055 Sędzia: Andrew Jackson |
| 8 marca 201919:45 | Ross Batty              | 18:9(9:3) | Ben Earl             | The Recreation Ground, Bath Widzów: 14055 Sędzia: Andrew Jackson |

| 8 marca 201920:00 | Sale Sharks | 32:5(10:5) | Leicester Tigers            | AJ Bell Stadium, Manchester Widzów: 6508 Sędzia: Matt Carley |
| 8 marca 201920:00 | Bryn Evans 5 (P) Denny Solomona 5 (P) Faf de Klerk 5 (P) Josh Beaumont 5 (P) Walerij Morozow 5 (P) karne przyłożenie – 7 | 32:5(10:5) | Facundo Gigena 5 (P)        | AJ Bell Stadium, Manchester Widzów: 6508 Sędzia: Matt Carley |
| 8 marca 201920:00 | Faf de Klerk | 32:5(10:5) | Joe Ford · Sione Kalamafoni | AJ Bell Stadium, Manchester Widzów: 6508 Sędzia: Matt Carley |

| 9 marca 201914:00 | London Wasps                           | 19:20(6:3) | Newcastle Falcons                                                    | Ricoh Arena, Coventry Widzów: 11710 Sędzia: Tom Foley |
| 9 marca 201914:00 | Ben Harris 5 (P) Rob Miller 14 (pd 4K) | 19:20(6:3) | Brett Connon 3 (K) Nemani Nagusa 5 (P) Sonatane Takulua 12 (P 2pd K) | Ricoh Arena, Coventry Widzów: 11710 Sędzia: Tom Foley |
| 9 marca 201914:00 | Will Rowlands                          | 19:20(6:3) |                                                                      | Ricoh Arena, Coventry Widzów: 11710 Sędzia: Tom Foley |

| 9 marca 201914:45 | Northampton Saints                                                                                        | 24:26(5:12) | Bristol Bears | Franklin’s Gardens, Northampton Widzów: 12252 Sędzia: Christophe Ridley |
| 9 marca 201914:45 | Ahsee Tuala 5 (P) Cobus Reinach 5 (P) George Furbank 5 (P) Piers Francis 4 (2pd) Taqele Naiyaravoro 5 (P) | 24:26(5:12) | Harry Randall 5 (P) Ian Madigan 2 (pd) Joe Batley 5 (P) Jordan Crane 5 (P) Luke Daniels 4 (2pd) Piers O’Conor 5 (P) | Franklin’s Gardens, Northampton Widzów: 12252 Sędzia: Christophe Ridley |
| 9 marca 201914:45 | Alex Waller · Cobus Reinach · Jamie Gibson · Tom Wood                                                     | 24:26(5:12) | | Franklin’s Gardens, Northampton Widzów: 12252 Sędzia: Christophe Ridley |

| 9 marca 201915:00 | Worcester Warriors                                                                        | 30:33(6:19) | Exeter | Sixways Stadium, Worcester Widzów: 9142 Sędzia: JP Doyle |
| 9 marca 201915:00 | Bryce Heem 5 (P) Chris Pennell 9 (P 2pd) Duncan Weir 6 (2K) Ted Hill 5 (P) Tom Howe 5 (P) | 30:33(6:19) | Gareth Steenson 8 (4pd) Harry Williams 5 (P) Olly Woodburn 5 (P) Santiago Cordero 10 (2P) Tom O’Flaherty 5 (P) | Sixways Stadium, Worcester Widzów: 9142 Sędzia: JP Doyle |
| 9 marca 201915:00 | Greg Holmes                                                                               | 30:33(6:19) | | Sixways Stadium, Worcester Widzów: 9142 Sędzia: JP Doyle |

| 10 marca 201913:00 | Harlequins                             | 7:29(0:17) | Gloucester | Twickenham Stoop, Londyn Widzów: 14440 Sędzia: Wayne Barnes |
| 10 marca 201913:00 | Marcus Smith 2 (pd) Nathan Earle 5 (P) | 7:29(0:17) | Billy Twelvetrees 9 (3pd K) Danny Cipriani 5 (P) Jason Woodward 5 (P) Ruan Ackermann 5 (P) Tom Marshall 5 (P) | Twickenham Stoop, Londyn Widzów: 14440 Sędzia: Wayne Barnes |
| 10 marca 201913:00 | Joe Marchant                           | 7:29(0:17) | Tom Marshall                                                                                                  | Twickenham Stoop, Londyn Widzów: 14440 Sędzia: Wayne Barnes |

| 22 marca 201919:45 | Leicester Tigers                         | 15:29(3:20) | Northampton Saints                                            | Welford Road, Leicester Widzów: 23332 Sędzia: Wayne Barnes |
| 22 marca 201919:45 | George Ford 10 (P pd K) Tom Youngs 5 (P) | 15:29(3:20) | Cobus Reinach 5 (P) Dan Biggar 14 (pd 4K) Tom Collins 10 (2P) | Welford Road, Leicester Widzów: 23332 Sędzia: Wayne Barnes |
| 22 marca 201919:45 | Dan Cole · Mike Williams                 | 15:29(3:20) | Jamie Gibson                                                  | Welford Road, Leicester Widzów: 23332 Sędzia: Wayne Barnes |

| 23 marca 201915:00 | Bristol Bears                                                       | 25:27(18:24) | Worcester Warriors                                                     | Ashton Gate, Bristol Widzów: 14930 Sędzia: Luke Pearce |
| 23 marca 201915:00 | Callum Sheedy 13 (P pd 2K) Luke Morahan 5 (P) karne przyłożenie – 7 | 25:27(18:24) | Ben Te'o 5 (P) Duncan Weir 12 (3pd 2K) Josh Adams 5 (P) Ted Hill 5 (P) | Ashton Gate, Bristol Widzów: 14930 Sędzia: Luke Pearce |
| 23 marca 201915:00 | Ben Te'o · Niall Annett                                             | 25:27(18:24) |                                                                        | Ashton Gate, Bristol Widzów: 14930 Sędzia: Luke Pearce |

| 23 marca 201915:00 | Gloucester                                                                               | 27:14(14:11) | London Wasps                          | Kingsholm Stadium, Gloucester Widzów: 14671 Sędzia: Ian Tempest |
| 23 marca 201915:00 | Billy Twelvetrees 12 (3pd 2K) Jake Polledri 5 (P) Ruan Ackermann 5 (P) Willi Heinz 5 (P) | 27:14(14:11) | Marcus Watson 5 (P) Rob Miller 9 (3K) | Kingsholm Stadium, Gloucester Widzów: 14671 Sędzia: Ian Tempest |
| 23 marca 201915:00 | Franco Mostert                                                                           | 27:14(14:11) |                                       | Kingsholm Stadium, Gloucester Widzów: 14671 Sędzia: Ian Tempest |

| 23 marca 201915:00 | Saracens                                                           | 27:20(6:17) | Harlequins                                  | Stadion Olimpijski, Londyn Widzów: 42717 Sędzia: JP Doyle |
| 23 marca 201915:00 | Alex Lozowski 12 (3pd 2K) Schalk Burger 5 (P) Will Skelton 10 (2P) | 27:20(6:17) | Danny Care 5 (P) Marcus Smith 15 (P 2pd 2K) | Stadion Olimpijski, Londyn Widzów: 42717 Sędzia: JP Doyle |
| 23 marca 201915:00 | Liam Williams                                                      | 27:20(6:17) | Danny Care · Matt Symons                    | Stadion Olimpijski, Londyn Widzów: 42717 Sędzia: JP Doyle |

| 23 marca 201917:30 | Newcastle Falcons                            | 22:17(6:10) | Sale Sharks                                                      | St James’ Park, Newcastle upon Tyne Widzów: 27284 Sędzia: Craig Maxwell-Keys |
| 23 marca 201917:30 | Sonatane Takulua 17 (pd 5K) Toby Flood 5 (P) | 22:17(6:10) | Byron McGuigan 5 (P) Denny Solomona 5 (P) Faf de Klerk 7 (2pd K) | St James’ Park, Newcastle upon Tyne Widzów: 27284 Sędzia: Craig Maxwell-Keys |
| 23 marca 201917:30 | Logoviʻi Mulipola                            | 22:17(6:10) | Ben Curry                                                        | St James’ Park, Newcastle upon Tyne Widzów: 27284 Sędzia: Craig Maxwell-Keys |

| 24 marca 201915:00 | Exeter                                                                                                 | 29:10(17:10) | Bath                                       | Sandy Park, Exeter Widzów: 12809 Sędzia: Karl Dickson |
| 24 marca 201915:00 | Jack Yeandle 5 (P) Joe Simmonds 7 (2pd K) Ollie Devoto 5 (P) Olly Woodburn 5 (P) karne przyłożenie – 7 | 29:10(17:10) | Nathan Catt 5 (P) Rhys Priestland 5 (pd K) | Sandy Park, Exeter Widzów: 12809 Sędzia: Karl Dickson |
| 24 marca 201915:00 | Beno Obano                                                                                             | 29:10(17:10) |                                            | Sandy Park, Exeter Widzów: 12809 Sędzia: Karl Dickson |

| 5 kwietnia 201919:45 | Sale Sharks                                 | 28:17(19:14) | Harlequins                                                                         | AJ Bell Stadium, Manchester Widzów: 5418 Sędzia: Wayne Barnes |
| 5 kwietnia 201919:45 | AJ MacGinty 23 (pd 7K) Byron McGuigan 5 (P) | 28:17(19:14) | Demetri Catrakilis 4 (2pd) Jack Clifford 5 (P) Marcus Smith 3 (K) Mike Brown 5 (P) | AJ Bell Stadium, Manchester Widzów: 5418 Sędzia: Wayne Barnes |
| 5 kwietnia 201919:45 | Kyle Sinckler · Matt Symons                 | 28:17(19:14) |                                                                                    | AJ Bell Stadium, Manchester Widzów: 5418 Sędzia: Wayne Barnes |

| 6 kwietnia 201914:00 | Bath                                                                                      | 26:19(19:12) | Bristol Bears                                                | Twickenham Stadium Londyn Widzów: 60124 Sędzia: JP Doyle |
| 6 kwietnia 201914:00 | Jamie Roberts 5 (P) Joe Cokanasiga 5 (P) Jonathan Joseph 5 (P) Rhys Priestland 11 (P 3pd) | 26:19(19:12) | Callum Sheedy 12 (4K) Daniel Thomas 5 (P) Ian Madigan 2 (pd) | Twickenham Stadium Londyn Widzów: 60124 Sędzia: JP Doyle |

| 6 kwietnia 201915:00 | Saracens                                                                                          | 26:12(5:6) | Newcastle Falcons        | Allianz Park, Londyn Widzów: 9086 Sędzia: Karl Dickson |
| 6 kwietnia 201915:00 | Alex Lozowski 5 (P) Max Malins 5 (P) Nick Tompkins 5 (P) Owen Farrell 6 (3pd) Sean Maitland 5 (P) | 26:12(5:6) | Sonatane Takulua 12 (4K) | Allianz Park, Londyn Widzów: 9086 Sędzia: Karl Dickson |

| 6 kwietnia 201915:00 | London Wasps                                                                       | 28:16(21:13) | Worcester Warriors                                        | Ricoh Arena, Coventry Widzów: 16194 Sędzia: Matt Carley |
| 6 kwietnia 201915:00 | Lima Sopoaga 8 (4pd) Marcus Watson 5 (P) Nathan Hughes 10 (2P) Zurab Zhvania 5 (P) | 28:16(21:13) | Chris Pennell 3 (K) Duncan Weir 8 (pd 2K) Sam Lewis 5 (P) | Ricoh Arena, Coventry Widzów: 16194 Sędzia: Matt Carley |
| 6 kwietnia 201915:00 | Gaby Lovobalavu                                                                    | 28:16(21:13) |                                                           | Ricoh Arena, Coventry Widzów: 16194 Sędzia: Matt Carley |

| 6 kwietnia 201916:30 | Leicester Tigers                                         | 20:52(20:28) | Exeter | Welford Road, Leicester Widzów: 21503 Sędzia: Tom Foley |
| 6 kwietnia 201916:30 | George Ford 10 (2pd 2K) Jonny May 5 (P) Tom Youngs 5 (P) | 20:52(20:28) | Henry Slade 5 (P) Jack Nowell 5 (P) Jack Yeandle 5 (P) Joe Simmonds 17 (7pd K) Matt Kvesic 5 (P) Ollie Devoto 5 (P) Olly Woodburn 5 (P) Santiago Cordero 5 (P) | Welford Road, Leicester Widzów: 21503 Sędzia: Tom Foley |
| 6 kwietnia 201916:30 | Tom Youngs                                               | 20:52(20:28) | Jack Nowell | Welford Road, Leicester Widzów: 21503 Sędzia: Tom Foley |

| 7 kwietnia 201915:00 | Northampton Saints | 31:40(19:26) | Gloucester                                                                                                | Franklin’s Gardens, Northampton Widzów: 13445 Sędzia: Craig Maxwell-Keys |
| 7 kwietnia 201915:00 | Cobus Reinach 5 (P) Dan Biggar 4 (2pd) Piers Francis 7 (P pd) Reece Marshall 5 (P) Rory Hutchinson 5 (P) Taqele Naiyaravoro 5 (P) | 31:40(19:26) | Billy Twelvetrees 10 (5pd) Ed Slater 5 (P) Franco Marais 5 (P) Mark Atkinson 15 (3P) Ruan Ackermann 5 (P) | Franklin’s Gardens, Northampton Widzów: 13445 Sędzia: Craig Maxwell-Keys |
| 7 kwietnia 201915:00 | Taqele Naiyaravoro | 31:40(19:26) | | Franklin’s Gardens, Northampton Widzów: 13445 Sędzia: Craig Maxwell-Keys |

| 12 kwietnia 201919:45 | Newcastle Falcons                                 | 22:27(12:13) | Leicester Tigers                                             | Kingston Park, Newcastle upon Tyne Widzów: 8292 Sędzia: Wayne Barnes |
| 12 kwietnia 201919:45 | Chris Harris 5 (P) Sonatane Takulua 17 (2P 2pd K) | 22:27(12:13) | George Ford 12 (3pd 2K) Guy Thompson 10 (2P) Jonny May 5 (P) | Kingston Park, Newcastle upon Tyne Widzów: 8292 Sędzia: Wayne Barnes |
| 12 kwietnia 201919:45 | Mike Williams                                     | 22:27(12:13) |                                                              | Kingston Park, Newcastle upon Tyne Widzów: 8292 Sędzia: Wayne Barnes |

| 13 kwietnia 201915:00 | Gloucester                                                                                               | 27:23(7:17) | Bath                                                                  | Kingsholm Stadium, Gloucester Widzów: 15897 Sędzia: Matt Carley |
| 13 kwietnia 201915:00 | Billy Twelvetrees 7 (2pd K) Henry Purdy 5 (P) Josh Hohneck 5 (P) Ruan Ackermann 5 (P) Tom Seabrook 5 (P) | 27:23(7:17) | Freddie Burns 13 (2pd dg 2K) Ruaridh McConnochie 5 (P) Tom Dunn 5 (P) | Kingsholm Stadium, Gloucester Widzów: 15897 Sędzia: Matt Carley |
| 13 kwietnia 201915:00 | Beno Obano                                                                                               | 27:23(7:17) |                                                                       | Kingsholm Stadium, Gloucester Widzów: 15897 Sędzia: Matt Carley |

| 13 kwietnia 201915:00 | Harlequins                                  | 19:20(6:13) | Northampton Saints                                                              | Twickenham Stoop, Londyn Widzów: 14335 Sędzia: Christophe Ridley |
| 13 kwietnia 201915:00 | Jack Clifford 5 (P) Marcus Smith 14 (pd 4K) | 19:20(6:13) | Ahsee Tuala 5 (P) Alex Mitchell 5 (P) Dan Biggar 8 (pd 2K) James Grayson 2 (pd) | Twickenham Stoop, Londyn Widzów: 14335 Sędzia: Christophe Ridley |

| 13 kwietnia 201915:00 | Worcester Warriors                                                             | 39:17(17:7) | Sale Sharks                                                        | Sixways Stadium, Worcester Widzów: 7565 Sędzia: Ian Tempest |
| 13 kwietnia 201915:00 | Chris Pennell 5 (P) Duncan Weir 14 (4pd 2K) Josh Adams 15 (3P) Sam Lewis 5 (P) | 39:17(17:7) | AJ MacGinty 7 (2pd K) Josh Beaumont 5 (P) Matt Postlethwaite 5 (P) | Sixways Stadium, Worcester Widzów: 7565 Sędzia: Ian Tempest |
| 13 kwietnia 201915:00 | Bryce Heem                                                                     | 39:17(17:7) |                                                                    | Sixways Stadium, Worcester Widzów: 7565 Sędzia: Ian Tempest |

| 13 kwietnia 201917:30 | Bristol Bears                                                                       | 23:21(6:7) | Saracens                                                                         | Ashton Gate, Bristol Widzów: 14798 Sędzia: Tom Foley |
| 13 kwietnia 201917:30 | Callum Sheedy 10 (2pd 2K) Daniel Thomas 5 (P) Ian Madigan 3 (K) Steven Luatua 5 (P) | 23:21(6:7) | Alex Goode 6 (3pd) Marcelo Bosch 5 (P) Ralph Adams-Hale 5 (P) Tom Whiteley 5 (P) | Ashton Gate, Bristol Widzów: 14798 Sędzia: Tom Foley |
| 13 kwietnia 201917:30 | Harry Thacker                                                                       | 23:21(6:7) |                                                                                  | Ashton Gate, Bristol Widzów: 14798 Sędzia: Tom Foley |

| 14 kwietnia 201915:00 | Exeter                                                                    | 19:26(12:21) | London Wasps | Sandy Park, Exeter Widzów: 12909 Sędzia: Luke Pearce |
| 14 kwietnia 201915:00 | Jack Nowell 5 (P) Jack Yeandle 5 (P) Joe Simmonds 4 (2pd) Nic White 5 (P) | 19:26(12:21) | Elliot Daly 2 (pd) Juan De Jongh 5 (P) Lima Sopoaga 4 (2pd) Marcus Watson 5 (P) Willie le Roux 5 (P) Zurab Zhvania 5 (P) | Sandy Park, Exeter Widzów: 12909 Sędzia: Luke Pearce |

| 26 kwietnia 201919:45 | Newcastle Falcons                                 | 17:31(3:24) | Northampton Saints                                            | Kingston Park, Newcastle upon Tyne Widzów: 6389 Sędzia: Luke Pearce |
| 26 kwietnia 201919:45 | Rodney Ah You 5 (P) Sonatane Takulua 12 (P 2pd K) | 17:31(3:24) | Alex Mitchell 5 (P) Dan Biggar 11 (4pd K) Tom Collins 15 (3P) | Kingston Park, Newcastle upon Tyne Widzów: 6389 Sędzia: Luke Pearce |

| 26 kwietnia 201919:45 | Sale Sharks        | 6:3(3:3) | Bath                | AJ Bell Stadium, Manchester Widzów: 5901 Sędzia: Tom Foley |
| 26 kwietnia 201919:45 | AJ MacGinty 6 (2K) | 6:3(3:3) | Freddie Burns 3 (K) | AJ Bell Stadium, Manchester Widzów: 5901 Sędzia: Tom Foley |
| 26 kwietnia 201919:45 | Zach Mercer        | 6:3(3:3) |                     | AJ Bell Stadium, Manchester Widzów: 5901 Sędzia: Tom Foley |

| 27 kwietnia 201914:00 | Exeter                                                                      | 17:15(12:3) | Harlequins                                                         | Sandy Park, Exeter Widzów: 12921 Sędzia: Craig Maxwell-Keys |
| 27 kwietnia 201914:00 | Harry Williams 5 (P) Joe Simmonds 2 (pd) Nic White 5 (P) Ollie Devoto 5 (P) | 17:15(12:3) | Charlie Walker 5 (P) Marcus Smith 5 (pd K) Sam Hidalgo-Clyne 5 (P) | Sandy Park, Exeter Widzów: 12921 Sędzia: Craig Maxwell-Keys |
| 27 kwietnia 201914:00 | Ben Moon                                                                    | 17:15(12:3) |                                                                    | Sandy Park, Exeter Widzów: 12921 Sędzia: Craig Maxwell-Keys |

| 27 kwietnia 201915:00 | Leicester Tigers                           | 20:23(11:11) | Bristol Bears                                                                      | Welford Road, Leicester Widzów: 20119 Sędzia: Karl Dickson |
| 27 kwietnia 201915:00 | George Ford 15 (5K) Jordan Olowofela 5 (P) | 20:23(11:11) | Callum Sheedy 11 (P 2K) Daniel Thomas 5 (P) Harry Thacker 5 (P) Ian Madigan 2 (pd) | Welford Road, Leicester Widzów: 20119 Sędzia: Karl Dickson |
| 27 kwietnia 201915:00 | Matt Toʻomua                               | 20:23(11:11) |                                                                                    | Welford Road, Leicester Widzów: 20119 Sędzia: Karl Dickson |

| 27 kwietnia 201916:30 | London Wasps                               | 14:31(7:28) | Saracens                                                                          | Ricoh Arena, Coventry Widzów: 15502 Sędzia: Wayne Barnes |
| 27 kwietnia 201916:30 | Lima Sopoaga 9 (P 2pd) Nathan Hughes 5 (P) | 14:31(7:28) | Ben Spencer 5 (P) Liam Williams 5 (P) Owen Farrell 16 (2pd 4K) Will Skelton 5 (P) | Ricoh Arena, Coventry Widzów: 15502 Sędzia: Wayne Barnes |
| 27 kwietnia 201916:30 | Nick Isiekwe                               | 14:31(7:28) |                                                                                   | Ricoh Arena, Coventry Widzów: 15502 Sędzia: Wayne Barnes |

| 28 kwietnia 201915:00 | Worcester Warriors                                              | 27:20(13:15) | Gloucester                                                       | Sixways Stadium, Worcester Widzów: 9878 Sędzia: JP Doyle |
| 28 kwietnia 201915:00 | Darren Barry 5 (P) Duncan Weir 17 (P 3pd 2K) Niall Annett 5 (P) | 27:20(13:15) | Billy Twelvetrees 5 (pd K) Henry Purdy 10 (2P) Willi Heinz 5 (P) | Sixways Stadium, Worcester Widzów: 9878 Sędzia: JP Doyle |

| 3 maja 201919:45 | Bristol Bears                                                      | 20:20(10:13) | Sale Sharks                                                     | Ashton Gate, Bristol Widzów: 20328 Sędzia: Matt Carley |
| 3 maja 201919:45 | Alapati Leiua 5 (P) Callum Sheedy 10 (2pd 2K) Charles Piutau 5 (P) | 20:20(10:13) | AJ MacGinty 7 (2pd K) Denny Solomona 5 (P) Faf de Klerk 8 (P K) | Ashton Gate, Bristol Widzów: 20328 Sędzia: Matt Carley |
| 3 maja 201919:45 | Jono Ross                                                          | 20:20(10:13) |                                                                 | Ashton Gate, Bristol Widzów: 20328 Sędzia: Matt Carley |

| 3 maja 201919:45 | Harlequins                                                                     | 23:19(10:12) | Leicester Tigers                                | Twickenham Stoop, Londyn Widzów: 14301 Sędzia: Wayne Barnes |
| 3 maja 201919:45 | Danny Care 5 (P) James Lang 2 (pd) Marcus Smith 11 (pd 3K) Semi Kunatani 5 (P) | 23:19(10:12) | George Ford 14 (pd 4K) Michael Fitzgerald 5 (P) | Twickenham Stoop, Londyn Widzów: 14301 Sędzia: Wayne Barnes |
| 3 maja 201919:45 | Jack Clifford                                                                  | 23:19(10:12) |                                                 | Twickenham Stoop, Londyn Widzów: 14301 Sędzia: Wayne Barnes |

| 4 maja 201915:00 | Gloucester | 28:19(21:12) | Newcastle Falcons                                                            | Kingsholm Stadium, Gloucester Widzów: 14442 Sędzia: Tom Foley |
| 4 maja 201915:00 | Billy Twelvetrees 8 (4pd) Charlie Sharples 5 (P) Danny Cipriani 5 (P) Jason Woodward 5 (P) Matt Banahan 5 (P) | 28:19(21:12) | Jamie Blamire 5 (P) Micky Young 5 (P) Sinoti Sinoti 5 (P) Toby Flood 4 (2pd) | Kingsholm Stadium, Gloucester Widzów: 14442 Sędzia: Tom Foley |
| 4 maja 201915:00 | Lewis Ludlow                                                                                                  | 28:19(21:12) | Calum Green · Toby Flood                                                     | Kingsholm Stadium, Gloucester Widzów: 14442 Sędzia: Tom Foley |

| 4 maja 201915:00 | Northampton Saints                                                                                        | 38:10(28:10) | Worcester Warriors                  | Franklin’s Gardens, Northampton Widzów: 14035 Sędzia: Christophe Ridley |
| 4 maja 201915:00 | Dan Biggar 13 (5pd K) Luther Burrell 5 (P) Reece Marshall 5 (P) Taqele Naiyaravoro 10 (2P) Tom Wood 5 (P) | 38:10(28:10) | Ben Te'o 5 (P) Duncan Weir 5 (pd K) | Franklin’s Gardens, Northampton Widzów: 14035 Sędzia: Christophe Ridley |
| 4 maja 201915:00 | Francois Hougaard                                                                                         | 38:10(28:10) |                                     | Franklin’s Gardens, Northampton Widzów: 14035 Sędzia: Christophe Ridley |

| 4 maja 201915:00 | Saracens | 38:7(7:0) | Exeter                                        | Allianz Park, Londyn Widzów: 10000 Sędzia: Ian Tempest |
| 4 maja 201915:00 | Alex Lewington 10 (2P) Dominic Morris 10 (2P) Marcelo Bosch 4 (2pd) Max Malins 2 (pd) Nick Tompkins 5 (P) Tom Whiteley 7 (2pd K) | 38:7(7:0) | Gareth Steenson 2 (pd) Richard Capstick 5 (P) | Allianz Park, Londyn Widzów: 10000 Sędzia: Ian Tempest |
| 4 maja 201915:00 | Christian Judge · Will Skelton                                                                                                   | 38:7(7:0) |                                               | Allianz Park, Londyn Widzów: 10000 Sędzia: Ian Tempest |

| 5 maja 201915:00 | Bath | 29:17(10:17) | London Wasps                                               | The Recreation Ground, Bath Widzów: 14329 Sędzia: Luke Pearce |
| 5 maja 201915:00 | Alex Davies 2 (pd) Freddie Burns 5 (pd K) Joe Cokanasiga 5 (P) Jonathan Joseph 5 (P) Kahn Fotualiʻi 2 (pd) Zach Mercer 10 (2P) | 29:17(10:17) | Nathan Hughes 5 (P) Nizaam Carr 5 (P) Rob Miller 7 (2pd K) | The Recreation Ground, Bath Widzów: 14329 Sędzia: Luke Pearce |

| 18 maja 201916:00 | Exeter | 40:21(21:21) | Northampton Saints                                                                                    | Sandy Park, Exeter Widzów: 12911 Sędzia: Karl Dickson |
| 18 maja 201916:00 | Ben Moon 5 (P) Dave Dennis 5 (P) Don Armand 5 (P) Henry Slade 5 (P) Joe Simmonds 10 (5pd) Luke Cowan-Dickie 5 (P) Matt Kvesic 5 (P) | 40:21(21:21) | Cobus Reinach 5 (P) Dan Biggar 4 (2pd) James Grayson 2 (pd) Piers Francis 5 (P) Rory Hutchinson 5 (P) | Sandy Park, Exeter Widzów: 12911 Sędzia: Karl Dickson |
| 18 maja 201916:00 | Alex Waller · Courtney Lawes | 40:21(21:21) | | Sandy Park, Exeter Widzów: 12911 Sędzia: Karl Dickson |

| 18 maja 201916:00 | Leicester Tigers                                                           | 31:32(26:15) | Bath | Welford Road, Leicester Widzów: 20886 Sędzia: Craig Maxwell-Keys |
| 18 maja 201916:00 | Brendon O’Connor 10 (2P) Clayton Blommetjies 5 (P) George Ford 16 (2pd 4K) | 31:32(26:15) | Anthony Watson 5 (P) Beno Obano 5 (P) Freddie Burns 4 (2pd) Jacques Van Rooyen 5 (P) Joe Cokanasiga 5 (P) Rhys Priestland 8 (pd 2K) | Welford Road, Leicester Widzów: 20886 Sędzia: Craig Maxwell-Keys |
| 18 maja 201916:00 | Sam Aspland-Robinson                                                       | 31:32(26:15) | Max Lahiff | Welford Road, Leicester Widzów: 20886 Sędzia: Craig Maxwell-Keys |

| 18 maja 201916:00 | Newcastle Falcons                                           | 12:19(0:5) | Bristol Bears                                                                 | Kingston Park, Newcastle upon Tyne Widzów: 6442 Sędzia: JP Doyle |
| 18 maja 201916:00 | Gary Graham 5 (P) Joel Hodgson 2 (pd) Johnny Williams 5 (P) | 12:19(0:5) | Callum Sheedy 4 (2pd) Charles Piutau 5 (P) Jack Lam 5 (P) Piers O’Conor 5 (P) | Kingston Park, Newcastle upon Tyne Widzów: 6442 Sędzia: JP Doyle |

| 18 maja 201916:00 | Sale Sharks | 46:41(24:26) | Gloucester | AJ Bell Stadium, Manchester Widzów: 7848 Sędzia: Wayne Barnes |
| 18 maja 201916:00 | AJ MacGinty 16 (P 4pd K) Byron McGuigan 5 (P) Chris Ashton 5 (P) Denny Solomona 5 (P) Rob Webber 5 (P) Sam James 5 (P) Tom Curry 5 (P) | 46:41(24:26) | Ben Vellacott 10 (2P) Dom Coetzer 5 (P) Lewis Ludlow 5 (P) Lloyd Evans 11 (4pd K) Matt Banahan 5 (P) Tom Seabrook 5 (P) | AJ Bell Stadium, Manchester Widzów: 7848 Sędzia: Wayne Barnes |

| 18 maja 201916:00 | London Wasps                                                    | 27:25(10:8) | Harlequins                                                                                  | Ricoh Arena, Coventry Widzów: 16182 Sędzia: Matt Carley |
| 18 maja 201916:00 | Joe Simpson 10 (2P) Josh Bassett 5 (P) Lima Sopoaga 12 (3pd 2K) | 27:25(10:8) | Danny Care 5 (P) Elia Elia 5 (P) James Lang 7 (2pd K) Joe Marchant 5 (P) Marcus Smith 3 (K) | Ricoh Arena, Coventry Widzów: 16182 Sędzia: Matt Carley |

| 18 maja 201916:00 | Worcester Warriors                                                                                 | 31:29(14:16) | Saracens                                                         | Sixways Stadium, Worcester Widzów: 9125 Sędzia: Adam Leal |
| 18 maja 201916:00 | Chris Pennell 5 (P) Duncan Weir 11 (4pd K) Josh Adams 5 (P) Michael Fatialofa 5 (P) Ted Hill 5 (P) | 31:29(14:16) | Marcelo Bosch 5 (P) Nick Tompkins 5 (P) Tom Whiteley 19 (2pd 5K) | Sixways Stadium, Worcester Widzów: 9125 Sędzia: Adam Leal |
| 18 maja 201916:00 | Ben Earl · David Strettle                                                                          | 31:29(14:16) |                                                                  | Sixways Stadium, Worcester Widzów: 9125 Sędzia: Adam Leal |

## Faza pucharowa
|  |                    |                    |          |                |    |        |        |       |
|  | Półfinał           | Półfinał           | Półfinał |                |    | Finał  | Finał  | Finał |
|  | Półfinał           | Półfinał           | Półfinał |                |    | Finał  | Finał  | Finał |
|  | 25 maja 2019       |                    |          |                |    |        |        |       |
|  |                    |                    |          |                |    |        |        |       |
|  | Exeter             | Exeter             | 42       |                |    |        |        |       |
|  | Exeter             | Exeter             | 42       | 1 czerwca 2019 |    |        |        |       |
|  | Northampton Saints | Northampton Saints | 12       |                |    |        |        |       |
|  | Northampton Saints | Northampton Saints | 12       |                |    | Exeter | Exeter | 34    |
|  | 25 maja 2019       |                    |          |                |    | Exeter | Exeter | 34    |
|  |                    |                    | Saracens | Saracens       | 37 |        |        |       |
|  | Saracens           | Saracens           | Saracens | Saracens       | 37 | 44     |        |       |
|  | Saracens           | Saracens           |          |                |    |        |        |       |
|  | Gloucester         | Gloucester         | 19       |                |    |        |        |       |
|  | Gloucester         | Gloucester         | 19       |                |    |        |        |       |

| 25 maja 201916:30 | Exeter | 42:12(14:12) | Northampton Saints                      | Sandy Park, Exeter Widzów: 12577 Sędzia: Matt Carley |
| 25 maja 201916:30 | Dave Dennis 5 (P) Harry Williams 5 (P) Joe Simmonds 17 (P 6pd) Sam Hill 5 (P) Sam Simmonds 5 (P) Tom O’Flaherty 5 (P) | 42:12(14:12) | Ahsee Tuala 5 (P) karne przyłożenie – 7 | Sandy Park, Exeter Widzów: 12577 Sędzia: Matt Carley |
| 25 maja 201916:30 | Tom O’Flaherty | 42:12(14:12) |                                         | Sandy Park, Exeter Widzów: 12577 Sędzia: Matt Carley |

| 25 maja 201913:30 | Saracens                                                                                                 | 44:19(23:7) | Gloucester                                                                      | Allianz Park, Londyn Widzów: 9568 Sędzia: Luke Pearce |
| 25 maja 201913:30 | Ben Spencer 5 (P) Liam Williams 5 (P) Nick Tompkins 15 (3P) Owen Farrell 14 (4pd 2K) Sean Maitland 5 (P) | 44:19(23:7) | Ben Morgan 5 (P) Billy Twelvetrees 4 (2pd) Lewis Ludlow 5 (P) Ruan Dreyer 5 (P) | Allianz Park, Londyn Widzów: 9568 Sędzia: Luke Pearce |

| 1 czerwca 201915:00 | Exeter | 34:37(22:16) | Saracens                                                                                                | Twickenham Stadium Londyn Widzów: 75329 Sędzia: Wayne Barnes |
| 1 czerwca 201915:00 | Dave Ewers 5 (P) Henry Slade 5 (P) Joe Simmonds 9 (3pd K) Jonny Hill 5 (P) Nic White 5 (P) Sam Hill 5 (P) | 34:37(22:16) | Ben Spencer 5 (P) Jamie George 10 (2P) Liam Williams 5 (P) Owen Farrell 12 (3pd 2K) Sean Maitland 5 (P) | Twickenham Stadium Londyn Widzów: 75329 Sędzia: Wayne Barnes |
| 1 czerwca 201915:00 | Henry Slade                                                                                               | 34:37(22:16) | Maro Itoje                                                                                              | Twickenham Stadium Londyn Widzów: 75329 Sędzia: Wayne Barnes |